# Matthias Kreuels
Matthias Kreuels (* 1952 in Neuss) ist ein deutscher Kirchenmusikdirektor und Komponist.

## Biografie
Matthias Kreuels studierte Schulmusik, Instrumentalpädagogik, Klavier und Kirchenmusik in Köln. Danach arbeitete er von 1978 bis 1987 als Kirchenmusiker an St. Dionysius in Krefeld.
1987 wurde Matthias Kreuels als Diözesankirchenmusikdirektor Leiter des Amtes für Kirchenmusik der Erzdiözese Freiburg. Seit November 2000, bis zu deren Schließung im Jahr 2007, leitete er als Rektor die Katholische Hochschule für Kirchenmusik St. Gregorius in Aachen.
Neben seiner hauptberuflichen Tätigkeit war Matthias Kreuels von 1992 bis 2004 Vorsitzender der „Konferenz der Leiter katholischer kirchenmusikalischer Ausbildungsstätten Deutschlands“.
2004 veröffentlichte er das „Freiburger Chorbuch“, eines der erfolgreichsten Chorbücher in Deutschland.
Von Februar 2006 bis September 2015 war er Leiter des Referats Kirchenmusik im Deutschen Liturgischen Institut in Trier.
Ebenfalls seit 2006 ist er Referent für Musikalische Bildung am interdiözesanen Priesterseminar St. Lambert in Grafschaft (Rheinland).

## Auszeichnungen
- Ritter des Silvesterordens, verliehen von Papst Benedikt XVI., 2006